# Фейгенбаум, Митчелл
Митчелл Фейгенбаум (англ. Mitchell Jay Feigenbaum; 19 декабря 1944, Филадельфия, США — 30 июня 2019, Нью-Йорк) — американский физик и математик. Один из пионеров теории хаоса: открыл в 1978 году путь к хаосу через каскад удвоения периода, обнаружил эффект универсальности при переходе к хаосу и ввёл универсальную постоянную, названную его именем, применял полученные результаты к исследованию явления турбулентности.

## Биография
Родился в Филадельфии в семье еврейских эмигрантов из Украины и Польши — химика Абрама Джозефа Фейгенбаума и школьной учительницы Милдред Шугар. Окончил среднюю школу в Бруклине и в 1964 году Городской колледж Нью-Йорка со степенью по электротехнике. В том же году поступил в Массачусетский технологический институт, где переключился на теоретическую физику и в 1970 году защитил докторскую диссертацию по физике элементарных частиц под руководством Фрэнсиса Лоу. Работал постдоком в Корнеллском университете и Политехническом университете Виргинии, пока в 1974 году не был приглашён Питером Каррутерсом в теоретический отдел Лос-Аламосской национальной лаборатории. В 1982 году вернулся в Корнелл на должность профессора, а в 1986 году перешёл на аналогичную позицию в Рокфеллеровском университете.
Был одним из основателей Центра нелинейных исследований в Лос-Аламосе и Центра исследований по физике и биологии при Рокфеллеровском университете, серии советско-американских конференций по теории хаоса Chaos/ХАОС и журнала «Chaos».
Скончался в результате сердечного приступа.

## Премии
- Премия Эрнеста Лоуренса (1982)
- Стипендия Мак-Артура (1984)[6]
- Премия Вольфа (1986)
- Премия Диксона (1987)
- Премия Дэнни Хайнемана в области математической физики (2008)

## Избранные публикации
- Feigenbaum M.J. Quantitative universality for a class of nonlinear transformations (англ.) // Journal of Statistical Physics. — 1978. — Vol. 19. — P. 25-52. — doi:10.1007/BF01020332.
- Feigenbaum M.J. The universal metric properties of nonlinear transformations (англ.) // Journal of Statistical Physics. — 1979. — Vol. 21. — P. 669-706. — doi:10.1007/BF01107909.
- Feigenbaum M.J. The onset spectrum of turbulence (англ.) // Physics Letters A. — 1979. — Vol. 74. — P. 375-378. — doi:10.1016/0375-9601(79)90227-5.
- Feigenbaum M.J. The transition to aperiodic behavior in turbulent systems (англ.) // Communications in Mathematical Physics. — 1980. — Vol. 77. — P. 65-86. — doi:10.1007/BF01205039.
- Greene J.M., MacKay R.S., Vivaldi F., Feigenbaum M.J. Universal behaviour in families of area-preserving maps (англ.) // Physica D: Nonlinear Phenomena. — 1981. — Vol. 3. — P. 468-486. — doi:10.1016/0167-2789(81)90034-8.
- Feigenbaum M.J., Kadanoff L.P., Shenker S.J. Quasiperiodicity in dissipative systems: A renormalization group analysis (англ.) // Physica D: Nonlinear Phenomena. — 1982. — Vol. 5. — P. 370-386. — doi:10.1016/0167-2789(82)90030-6.
- Feigenbaum M.J. Universal behavior in nonlinear systems (англ.) // Physica D: Nonlinear Phenomena. — 1983. — Vol. 7. — P. 16-39. — doi:10.1016/0167-2789(83)90112-4.
- Feigenbaum M.J., Jensen M.H., Procaccia I. Time ordering and the thermodynamics of strange sets: Theory and experimental tests (англ.) // Physical Review Letters. — 1986. — Vol. 57. — P. 1503-1506. — doi:10.1103/PhysRevLett.57.1503.